# National Firearms Museum
O NRA National Firearms Museum é um museu localizado no Edifício Sede da NRA em Fairfax County, Virgínia. Aproximadamente 2.500 armas são exibidas em uma área de cerca de 1.400 metros quadrados. 

## Visão geral
O NRA National Firearms Museum é operado pela Divisão de Museus da National Rifle Association of America (NRA), com financiamento parcial fornecido pela NRA Foundation, uma corporação 501(c)(3). Foi estabelecido em 1935 na antiga sede da NRA em Washington DC, e mudou-se para a sua localização atual em 1998.
As exposições do museu cobrem sete séculos de desenvolvimento e história de armas de fogo. As principais galerias do museu são organizadas em ordem cronológica. As exibições incluem armas de fogo usadas para tiro de competição, caça, defesa pessoal, tiro recreativo e trabalho policial. 
Também estão em exibição armas militares usadas pelos Estados Unidos, seus aliados e inimigos nos principais conflitos da Revolução Americana à Tempestade no Deserto. Cada galeria evoca um período de tempo na história americana, incluindo um forte de paliçada em Jamestown, armas de fogo do Velho Oeste, uma galeria de tiro em Coney Island (ca. 1900) e um quarto de criança da década de 1950. Os dioramas em tamanho real incluem a loja de um fabricante de rifles do século XIX, uma trincheira na Frente Ocidental na Primeira Guerra Mundial e uma praça municipal destruída na Normandia na Segunda Guerra Mundial.
Duas galerias apresentam armas de fogo e artes. "The Robert E. Petersen Gallery" apresenta obras-primas de gravação em armas de fogo. A exibição "Hollywood Guns" apresenta armas reais usadas em filmes e televisão nos últimos 80 anos.

## Acervo
Armas historicamente relevantes em exibição incluem:
- Uma carabina wheellock atribuída como vinda do Mayflower, mas não existe nenhuma evidência concreta disso.
- Armas pertencentes aos presidentes Theodore Roosevelt, John F. Kennedy, Dwight Eisenhower e Ronald Reagan.
- Armas de fogo de atiradores de exibição, como Annie Oakley, os Topperweins e Ed McGivern.
- A primeira metralhadora usada em combate pelo Exército dos EUA (Roosevelt's Rough Riders).
- Armas de medalhistas de ouro olímpicos, incluindo Launi Meili e outros campeões de tiro.
- Um enorme rifle de quatro canos transportado na expedição de Stanley para encontrar o Dr. Livingston.
- Armas de generais americanos e ganhadores da Medalha de Honra.
- A espingarda de pederneira de Napoleão Bonaparte.
- Armas atribuídas ao general W.T. Sherman, ao abolicionista John Brown, "Buffalo Bill" Cody e outras figuras históricas.

A Divisão de Museus da NRA custodia aproximadamente 10.000 armas de fogo, muitas delas exibidas em três museus da NRA - o National Firearms Museum em Fairfax County, Virgínia; o "National Sporting Arms Museum" na Bass Pro Shops em Springfield, Missouri; e o "Frank Brownell Museum of the Southwest" no NRA Whittington Center em Raton, Novo México.
A Divisão de Museus da NRA publicou três livros sobre armas de fogo - "Illustrated History of Firearms" ("História Ilustrada das Armas de Fogo"), "Treasures of the NRA National Firearms Museum" ("Tesouros do Museu Nacional de Armas de Fogo da NRA") e "Gun of the NRA National Sporting Arms Museum" ("Arma do Museu Nacional de Armas Esportivas da NRA"). Produziu cinco temporadas de programas de televisão a cabo "NRA Gun Gurus" e "NRA Guns & Gold". A equipe, as armas de fogo e os locais dos museus da NRA são apresentados nos segmentos "Gun Stories", "American Rifleman Television", "NRA News Curators Corner" e outros programas de televisão.